# Bernhard van Lippe-Biesterfeld
Bernhard Leopold Frederik Everhard Julius Coert Karel Godfried Pieter, Prins der Nederlanden, Prins van Lippe-Biesterfeld, geboren als Bernhard Friedrich Eberhard Leopold Julius Kurt Carl Gottfried Peter Graf von Biesterfeld (Jena, 29 juni 1911 – Utrecht, 1 december 2004), was de prins-gemaal van koningin Juliana der Nederlanden.

## Levensloop

### Geboorteakte
Bernhard werd geboren in het groothertogdom Saksen-Weimar-Eisenach. Volgens zijn geboorteakte is dat op 28 juni 1911 om 02.45 uur. Bernhards moeder heeft altijd aangegeven dat dit een foutieve vermelding is. Hij vierde zijn hele leven zijn verjaardag op 29 juni, de datum die in zijn naturalisatie- en trouwakte staat. In haar biografie van Bernhard stelt Annejet van der Zijl dat de functionaris van het ziekenhuis die de aangifte deed zich in de datum vergiste.
Op 1 juli verzocht Bernhard senior per brief aan zijn broer Leopold om peetoom te worden van zijn oudste zoon. "Als je", zo schreef hij, "ons dat plezier wilt doen, dan zal hij jouw naam als dubbelnaam krijgen". Leopold stemde toe en op 18 juli gaf het departement van Justitie in Weimar toestemming om de voornaam Leopold twee plaatsen naar voren te schuiven, zodat hij op 27 oktober 1911 de namen kreeg van Bernhard Leopold Friedrich Eberhard Julius Kurt Carl Gottfried Peter Graf von Biesterfeld. Zijn geslachtsnaam Graf von Biesterfeld bleek sinds 30 juni 1911 op de geboorteakte ingevuld te zijn bij zijn voornamen, iets dat niet geoorloofd is. Op 27 oktober 1911 werd een en ander officieel rechtgezet.

### Jeugd in Duitsland

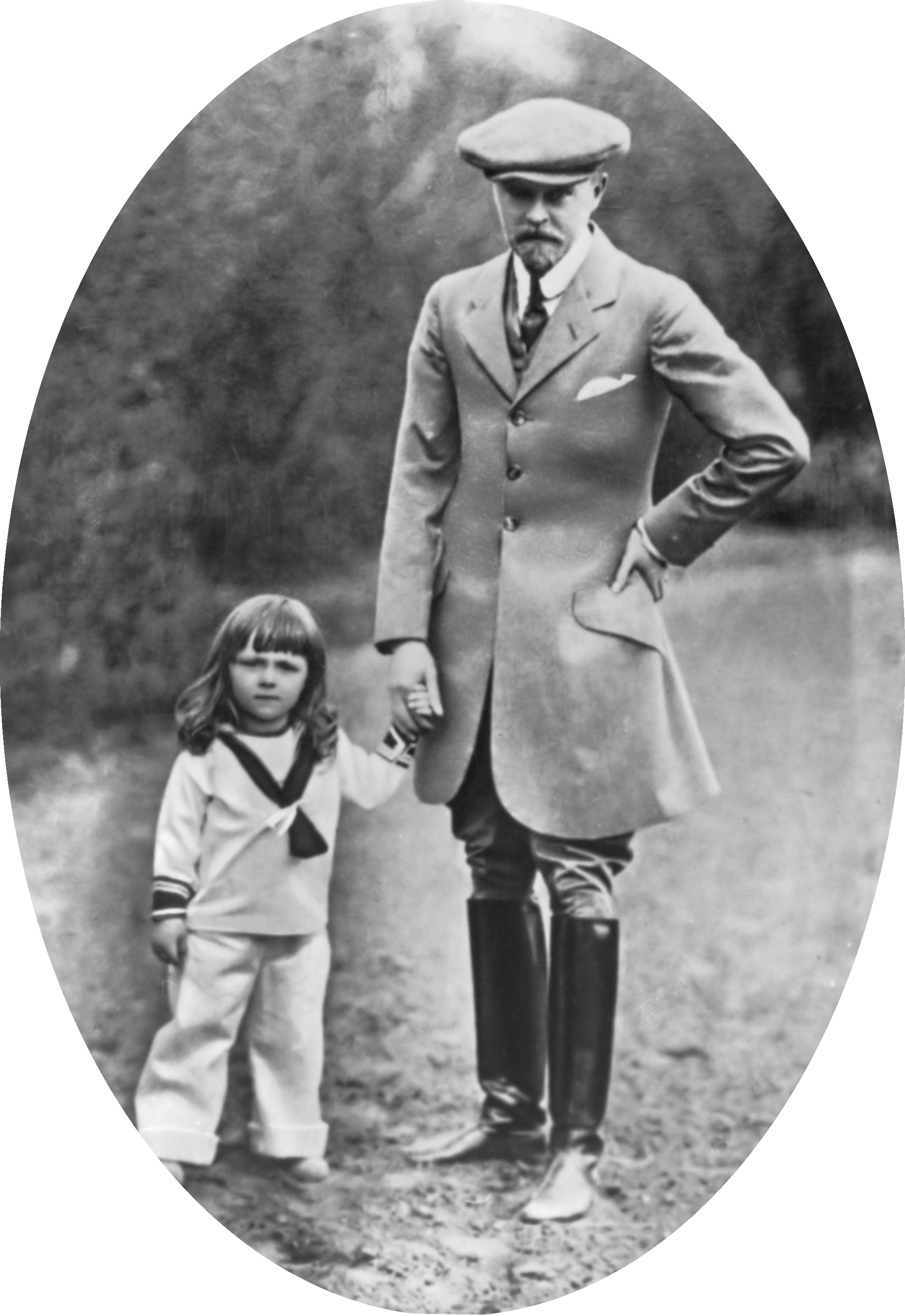
Bernhard met zijn vader, Bernhard zur Lippe (1914)

Bernhard was de zoon van prins Bernhard zur Lippe (1872-1934), een jongere broer van de laatste regerende vorst van Lippe, en Armgard von Cramm (1883-1971).
Bernhard had een jongere broer, Aschwin (1914-1988). Hun ouders sloten een morganatisch huwelijk. Daarom kreeg Bernhard bij zijn geboorte wel de naam van zijn vader, maar de titel van zijn moeder, die voor de gelegenheid van haar huwelijk was verheven tot Gräfin von Biesterfeld, en werd Graf von Biesterfeld. Op 24 februari 1916 verhief de vorst Bernhards moeder en haar twee zonen echter tot Prinz(essin) zur Lippe-Biesterfeld Daarmee werd de morganatische status van het huwelijk opgeheven. Bernhard en zijn broer en moeder werden lid van het Lippische vorstenhuis. De zoons kregen een hogere plaats in de rij van troonopvolging.
Zijn jeugdjaren bracht hij door op het ouderlijk landgoed in Woynowo, nabij de stad Bomst in de provincie Posen, later Grensmark Posen-West-Pruisen.
Na eerst privélessen gevolgd te hebben, ging Bernhard op 22 april 1924 voor het eerst naar school; naar het Pädagogium, een jongenskostschool te Züllichau. Na een toelatingsexamen begon hij er op de tweede klas van het Realgymnasium, het Obertertia, waarna hij in het voorjaar van 1926 naar het elitaire Arndt-Gymnasium te Berlijn (Dahlem) ging, waar hij in 1929 zijn diploma behaalde. Bernhard studeerde rechten aan de handelshogeschool in Lausanne, de universiteit in München en aan de toenmalige Friedrich-Wilhelm Universiteit in Berlijn, nu de Humboldtuniversiteit. In Berlijn verkreeg hij in 1935 de titel van Referendar Juris, in Nederland vergelijkbaar met die van doctorandus. Vervolgens ging hij per 1 september 1935 als stagiair werken bij de Parijse dochteronderneming van het Duitse chemiebedrijf IG Farben, Société pour l’Importation de Matières Colorantes et de Produits Chimiques aan de Avenue Hoche, waar hij begon met brieven te controleren op typefouten, postzegels plakte en de post naar de verzendafdeling bracht. Hij bleef er werken tot aan de dag van zijn verloving met de Nederlandse kroonprinses Juliana op 8 september 1936.

### Bernhard en het nationaalsocialisme

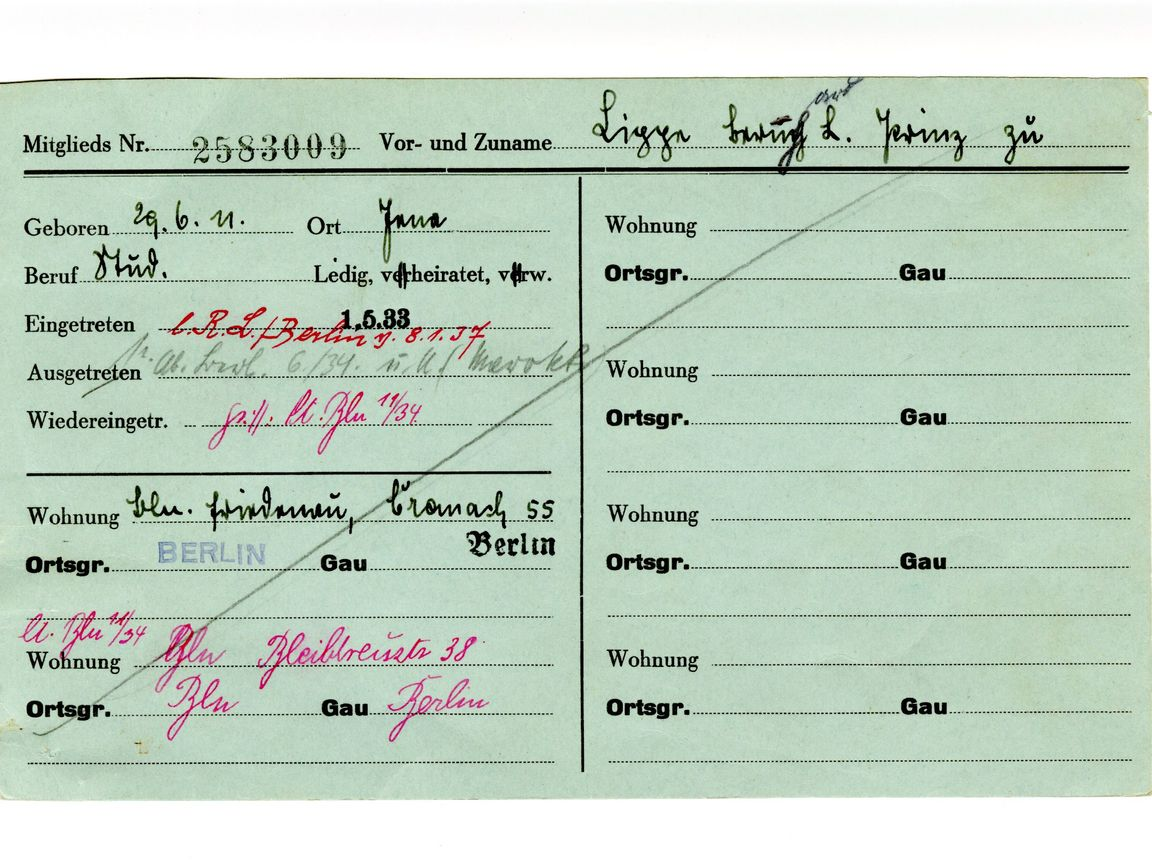
Voorkant originele NSDAP-lidmaatschapskaart met als naamsvermelding in Sütterlinschrift:
Lippe Biesterf B. Prinz zu

Bernhard werd als student aan de Friedrich-Wilhelm Universiteit lid van de Deutsche Studentenschaft, indertijd een studentenorganisatie met een officieel nationaalsocialistisch karakter. De door de prins ondertekende lidmaatschapskaart is bewaard gebleven. De kaart bevat gegevens over lidmaatschappen van de Nationaalsocialistische Duitse Arbeiderspartij (NSDAP), Sturmabteilung (SA), het Deutsche Luftsport Verband en de tennisclub van de eveneens nationaalsocialistische corpsvereniging Borussia. Toen de prins zich in december 1934 uitschreef als student werd hij geschrapt uit de ledenlijst van de studentenvereniging.
De prins heeft stelselmatig ontkend lid te zijn geweest van de NSDAP. Nadat in 1995 RIOD-medewerker Gerard Aalders en historicus Coen Hilbrink in de National Archives in Washington D.C. een kopie van zijn contributiekaart aantroffen, evenals correspondentie over het beëindigen van zijn lidmaatschap, bleef hij volhouden zich nooit als lid te hebben aangemeld. Sinds 1 mei 1933 stond hij als lid ingeschreven. Uit de onvolledige ledenadministratie blijkt dat zijn contributie betaald werd van in ieder geval eind 1934 tot en met mei 1935. Vanaf 1 augustus 1935 gebeurde dat niet meer. Op 5 januari 1937 werd hij als lid uitgeschreven.
In 2019 trof directeur van het Koninklijk Huisarchief Flip Maarschalkerweerd bij inventarisatiewerkzaamheden de originele NSDAP-lidmaatschapskaart aan in Bernhards privéarchief. Na zijn pensioen publiceerde hij hierover in zijn boek De achterblijvers. Het Hof na de vlucht van Wilhelmina 1940-1945 uit 2023. De kaart kwam in Bernhards persoonlijk archief terecht via Lucius Clay, de militair bewindvoerder van de Amerikaanse zone in Duitsland vlak na WOII. In 1949 stuurde hij de kaart naar Bernhard. Het begeleidende briefje is eveneens in Bernhards voormalig privéarchief bewaard gebleven en bevat in het Engels de tekst: "Ik heb dit een aantal jaar in mijn kluis bewaard. Toen ik op het punt stond het te vernietigen, bedacht ik dat u het recht hebt verdiend om het zelf te vernietigen."
Bernhard heeft wel toegegeven dat hij aspirant-lid is geweest van de SA en de paramilitaire Schutzstaffel (SS). In zijn geautoriseerde biografie uit 1962 geeft hij toe dat hij het bruine uniform van de SA en het zwarte van de SS gedragen heeft. Volgens Bernhard meldde hij zich aan om opportunistische redenen. Door zijn lidmaatschap zou hij als student zijn vrijgesteld van het afleggen van een politiek examen. Zo'n politiek examen heeft volgens de dissertatie van Van der Zijl nooit bestaan.
Af en toe moest de prins op wacht staan, zoals rond 1 juni 1934 tijdens de Nacht van de Lange Messen. Dat hij een overeenkomstige opdracht uitvoerde ten tijde van de Juden-Boykott in april 1933 (hetgeen uit de op die datum gelaste algemene mobilisatie van SA en SS voortgevloeid zou zijn) was volgens de prins in 1956 uitgesloten.

### Kennismaking en verloving

Standaard van prins Bernhard

Bernhard was bij de bijna zevenjarige zoektocht naar een echtgenoot voor Juliana niet benaderd door het koninklijk huis, maar formeel voldeed hij door de promotie tot prins en toetreding tot het Lippische vorstenhuis in 1916 wel aan het profiel van de gezochte kandidaat. Een kandidaat diende namelijk ebenbürtig te zijn en deel uit te maken van een vorstenhuis dat minimaal tot 1918 heeft geregeerd. Bij de zoektocht naar een huwelijkskandidaat voor Juliana maakte Wilhelmina gebruik van de Almanach de Gotha. Bernhard stond in het goede gedeelte van de Gotha.
Bernhards familie had goede contacten met de familie Von der Goltz, die tot de entourage van de Duitse ex-keizer in Doorn behoorde. In 1935 bezocht Bernhard minimaal tweemaal de Duitse ex-keizer en zijn vrouw Hermine Reuss in Nederland.
In november 1935 ging hij samen met mevrouw Von der Goltz op bezoek bij de Nederlandse Gezant in Parijs John Loudon. Aan Loudon vroeg hij hoe hij zich kon laten introduceren bij Wilhelmina en Juliana. Van zijn tante Anna kreeg hij informatie dat Juliana en Wilhelmina van plan waren om de Olympische Winterspelen in Garmisch-Partenkirchen te bezoeken en net over de grens zouden logeren in Oostenrijk. Bernhard reisde spoorslags af naar Garmisch-Partenkirchen en legde op 11 februari 1936 in het Oostenrijkse Igls een bezoek af aan Juliana en Wilhelmina onder het voorwendsel dat zijn vader Juliana's vader prins Hendrik van Mecklenburg-Schwerin gekend had. Via mevrouw Von der Goltz heeft Bernhard een introductiebrief gekregen. De gesprekken verliepen in het Frans.
De prins viel zowel bij Juliana als bij haar moeder en de meegereisde hofhouding in de smaak. Wilhelmina won daarop informatie in bij Duitse familieleden en de Nederlandse ambassade in Berlijn. Hermine Reuss steunde Bernhard en vroeg Wilhelmina's schoonfamilie een positief advies uit te brengen. Hoewel niet alle adviezen positief bleken te zijn besloot Wilhelmina door te gaan met Bernhard.
Nadien ontmoetten de Nederlandse kroonprinses en Bernhard elkaar met Pasen en Pinksteren in Paleis Het Loo. De daarop volgende ontmoeting vond plaats op 11 juli, eveneens in Paleis Het Loo. Bernhard vroeg toen Juliana - vergeefs - ten huwelijk. Juliana vond dat ze elkaar nog te kort kenden. Een nieuwe ontmoeting werd een maand later in Zwitserland belegd om het huwelijkscontract te regelen. Juliana ging er op 15 augustus akkoord met een verloving. Die werd geheim gehouden en afgesproken werd dat Bernhard naar Nederland zou komen om drie maanden lang de Nederlandse taal en cultuur te leren kennen. Juliana en Bernhard zouden dan de gelegenheid krijgen elkaar nader te leren kennen. Als het stel dan niet van mening zou zijn veranderd, zou de verloving eind dat jaar wereldkundig worden gemaakt.
Diverse Nederlandsen dagbladen publiceerden op 20 augustus echter een foto van Juliana in gezelschap van Bernhard en de geruchtenmachine kwam op gang. Wilhelmina voelde zich gedwongen de aankondiging van de verloving flink te vervroegen en op 8 september 1936 werd de verloving bekendgemaakt. In totaal hadden Juliana en Bernhard elkaar toen zo'n veertien dagen gezien, verdeeld over vijf ontmoetingen. De verloving leidde in het door een economische crisis beheerste Nederland tot een golf van vreugde. Binnen een week na de verloving werd in Vlaardingerambacht een laan naar de prins vernoemd. Bernhard bracht op 17 november 1936, vlak voor zijn definitieve vertrek naar Nederland, een kort beleefdheidsbezoek aan Adolf Hitler. De Nederlandse gezant in Berlijn begeleidde hem.
Op 24 november 1936 kreeg Bernhard het Nederlands staatsburgerschap. Bij de naturalisatiewet werden zijn Nederlandse voor- en geslachtsnamen vastgesteld. Op 4 december 1936 kwam de benoeming tot luitenant-ter-zee der eerste klasse à la suite bij de Koninklijke Marine en ritmeester à la suite bij de Koninklijke Landmacht. Tevens werd hem de titulaire rang verleend van ritmeester bij het Koninklijk Nederlandsch-Indisch Leger.

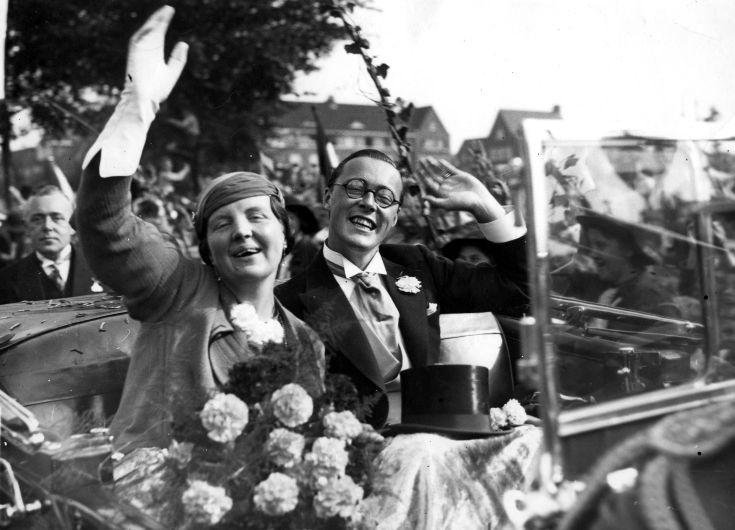
Op 17 september 1936, negen dagen na de bekendmaking van hun verloving, brachten Juliana en Bernhard een bezoek aan Amsterdam.

### Huwelijk en kinderen

Monogram van prins Bernhard

Het burgerlijk huwelijk vond op 7 januari 1937 plaats in Den Haag en werd diezelfde dag ingezegend in de Grote of Sint-Jacobskerk aldaar. Bernhard kreeg bij Koninklijk Besluit direct na de huwelijkssluiting de titel Prins der Nederlanden met het predicaat Koninklijke Hoogheid. Tevens werd hem zitting verleend in de Raad van State, het hoogste adviescollege van Nederland.
Het huwelijk leidde tot een diplomatiek incident met nazi-Duitsland dat tot op het hoogste niveau werd uitgespeeld. De aanleiding was de aanwezigheid van nazisymbolen bij een galaconcert op 5 januari 1937.
Voorafgaand waren er over en weer al wat incidenten. Door de Duitse pers werd het ontbreken van nazisymbolen bij een voetbalwedstrijd in Den Haag tussen een Duits en een Nederlands team hoog opgespeeld. Ook een bericht van het ANP waarin werd gesteld dat Bernhard zich als Nederlander beschouwde en alleen het Nederlandse volkslied bij de feestelijkheden gespeeld mocht worden, zorgde voor Duits ongenoegen. Minister van Propaganda Joseph Goebbels kreeg van Adolf Hitler de vrije hand een mediaoffensief te beginnen. De Duitse familieleden die voor het huwelijk naar Nederland wilden reizen, werd het paspoort ontnomen. Doordat Bernhard een diplomatiek opgestelde brief aan Hitler richtte, die telefonisch werd doorgebeld, en de Nederlandse regering excuus aanbood en stelde dat Bernhard verkeerd werd begrepen, bedaarden de gemoederen. De Duitse familieleden konden alsnog naar het huwelijk komen.
Tijdens het feest moest het Duitse volkslied inclusief het Horst Wessellied gespeeld worden om verdere problemen te voorkomen. Het Horst Wessellied was sinds 1933 onderdeel van het Duitse volkslied. Door de Duitse gasten werd meegezongen en de Hitlergroet gebracht. Dat laatste deden ze ook tijdens het spelen van het Wilhelmus. De dirigent Peter van Anrooy weigerde net als 25 orkestleden het Horst Wessellied te spelen. Zij werden in opdracht van het bestuur van het Residentieorkest voor het spelen van het Duitse volkslied vervangen door de dirigent en orkestleden van de Koninklijke Militaire Kapel. Dat gebeurde op basis van een regeringscommuniqué over het spelen van de volksliederen. Vanuit sociaaldemocratische en communistische zijde werd vooraf aan het spelen van het Horst Wessellied geprotesteerd. Goebbels zag de gang van zaken als een overwinning.
Het huwelijk maakte meteen een einde aan de grote financiële problemen van zijn familie; zijn vader was kort ervoor overleden, zijn ouderlijk huis bleek in zeer slechte staat en er waren grote hypotheekschulden. Bernhard kreeg uit de staatskas een jaarlijkse toelage van 200.000 gulden, twee keer zoveel als Juliana's vader jaarlijks van haar moeder gekregen had. Daarnaast kreeg hij van Wilhelmina een bedrag van 200.000 gulden om de noodzakelijke herstelwerkzaamheden aan zijn ouderlijk huis te financieren. Van zijn schoonmoeder kreeg hij als huwelijksgeschenk een Maybach Zeppelin met een Erdmann & Rossi carrosserie, een luxe auto van ongeveer 20.000 gulden. In 1939 werd hij door Wilhelmina benoemd tot haar adjudant.
Prins Bernhard en prinses Juliana kregen vier kinderen, allen dochters:
- Beatrix (31 januari 1938)
- Irene (5 augustus 1939)
- Margriet (19 januari 1943)
- Marijke (18 februari 1947-16 augustus 2019), die later haar tweede voornaam Christina als roepnaam koos.

Daarnaast had Bernhard volgens eigen zeggen twee buitenechtelijke kinderen, beiden eveneens dochters:
- Alicia de Bielefeld (21 juni 1952) bij een Duitse pilote
- Alexia Grinda (10 juli 1967) bij zijn Parijse maîtresse Hélène Grinda

Op 30 april 1987 vierden Bernhard en Juliana hun 50-jarig huwelijksjubileum met een groot defilé op Paleis Soestdijk.

### De prins tijdens de Tweede Wereldoorlog
Op 10 mei 1940 viel Duitsland Nederland binnen. De prins week enkele dagen later met zijn gezin over zee uit naar Londen. Bernhard keerde snel voor korte tijd terug naar het nog niet bezette Zeeland. Vervolgens maakte hij een reis naar het eveneens nog niet door de Duitsers veroverde Parijs. Doordat Juliana met Beatrix en Irene op de kruiser Sumatra naar Canada reisden, was hij de rest van de Tweede Wereldoorlog meestal gescheiden van zijn gezin.
Terug in Engeland, dat al sinds 1939 in oorlog met Duitsland was, bood Bernhard zijn diensten aan bij de Britse geheime dienst, maar werd wegens zijn Duitse afkomst gewantrouwd. Op 25 juni 1940, drie dagen na de Franse capitulatie, sprak hij voor de Overseas Service van de Britse staatszender BBC over Adolf Hitler als "een Duitse tiran" en sprak hij al zijn vertrouwen uit in de Britse overwinning op nazi-Duitsland.
Voor de aankoop van oorlogsmaterieel werd door de prins op 10 augustus 1940 het 'Spitfire Fund' (later Prins Bernhard Fonds genoemd) opgericht. Vanaf de oprichting was hij regent.
Op 13 november 1940 werd Bernhard hoofdverbindingsofficier tussen de Nederlandse en Britse strijdkrachten. In het najaar van 1940 kreeg de prins vliegles op Hatfield en behaalde zijn vliegbrevet. Hoewel hij later deed voorkomen alsof er sprake geweest zou zijn van een carrière als oorlogsvlieger, bestaat er maar één gedocumenteerd geval van een vlucht boven vijandelijk gebied en wel op 21 juni 1944 boven Noord-Frankrijk. Om mee te mogen heeft hij naar zijn eigen zeggen de commandant met een fles whisky omgekocht. Regelmatig bezocht hij in Engeland Nederlandse militairen.
De prins kreeg in 1941 bij de Royal Air Force (RAF) de rang van Honorary Air Commodore. Op 12 juni 1943 richtte hij in Engeland het 322 Dutch Squadron RAF op, dat tot het einde van de oorlog werd ingezet voor escortemissies, bestrijding van V-1 vliegende bommen en grondaanvallen op het Duitse leger. In 1964 werd hij bij de RAF benoemd tot Honorary Air Marshall.
Gedurende de oorlog zou de Nederlandse diplomaat en latere minister van Buitenlandse Zaken Joseph Luns voor de prins contact onderhouden met zijn moeder en overige familieleden in Duitsland via zijn relaties in de neutrale landen Portugal en Spanje. Luns was tijdens de Tweede Wereldoorlog achtereenvolgens attaché in neutraal Zwitserland (1940), neutraal Portugal (april 1941) en ambassade-secretaris van de Nederlandse regering in ballingschap bij het Britse Rijk (vanaf 1943).
Volgens geruchten zou de prins de operatie Market Garden hebben ontraden, omdat snel oprukken van een tankdivisie van Nijmegen naar Arnhem onmogelijk zou zijn. Het is echter uiterst onwaarschijnlijk dat de prins ooit vooraf is ingelicht over deze ultrageheime operatie, omdat hij geen formele positie had binnen de geallieerde bevelstructuur. Ook de hardnekkige geruchten dat de spion Chris Lindemans (alias King Kong) zijn informatie over Operatie Market Garden uit het hoofdkwartier van Bernhard verkreeg, zijn daarom hoogstwaarschijnlijk onjuist.

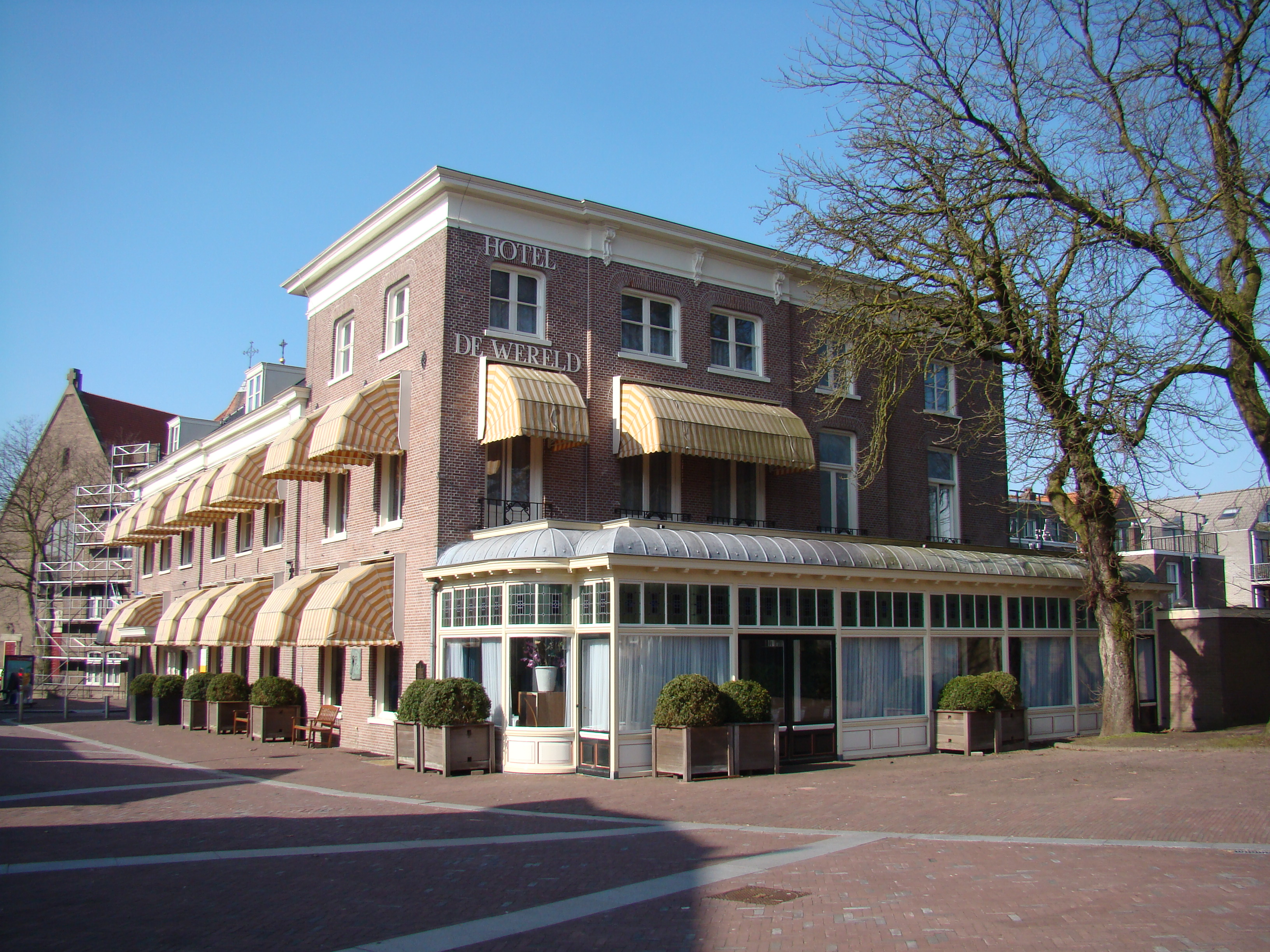
Hotel de Wereld in Wageningen, waar prins Bernhard op 5 mei 1945 aanwezig is geweest bij besprekingen tussen de Canadese generaal Foulkes en het hoofd van de Duitse bezetter in Nederland

Koningin Wilhelmina benoemde hem in september 1944 tot bevelhebber van de Binnenlandse Strijdkrachten, het geheel van gewapende verzetsgroepen in bezet Nederland. Aangezien er geen formele bevelstructuur of samenhangende organisatie voor het gewapend verzet bestond, waren zijn rol en taak in de praktijk onduidelijk, ook al omdat de verzetsgroepen het gezag van de prins niet zonder meer erkenden.
Op 5 mei 1945 vond in Hotel De Wereld de capitulatiebespreking in Wageningen plaats tussen de Duitse generaal Johannes Blaskowitz en de Canadese generaal Charles Foulkes. De prins was bij deze bespreking aanwezig namens de Binnenlandse Strijdkrachten.

### Anjer in knoopsgat
Bernhard droeg sinds zijn studententijd standaard een verse witte anjer in het knoopsgat van zijn revers. De gelegenheid van zijn eerste verjaardag in bezettingstijd, 29 juni 1940, werd in Nederland aangegrepen om te protesteren tegen de Duitse bezetting en om aanhankelijkheid te tonen aan het koningshuis. Het protest uitte zich onder andere in het dragen van een witte anjer in het knoopsgat van de linkerrever van een colbert. Deze dag werd bekend als Anjerdag.

### Naoorlogse publieke activiteiten

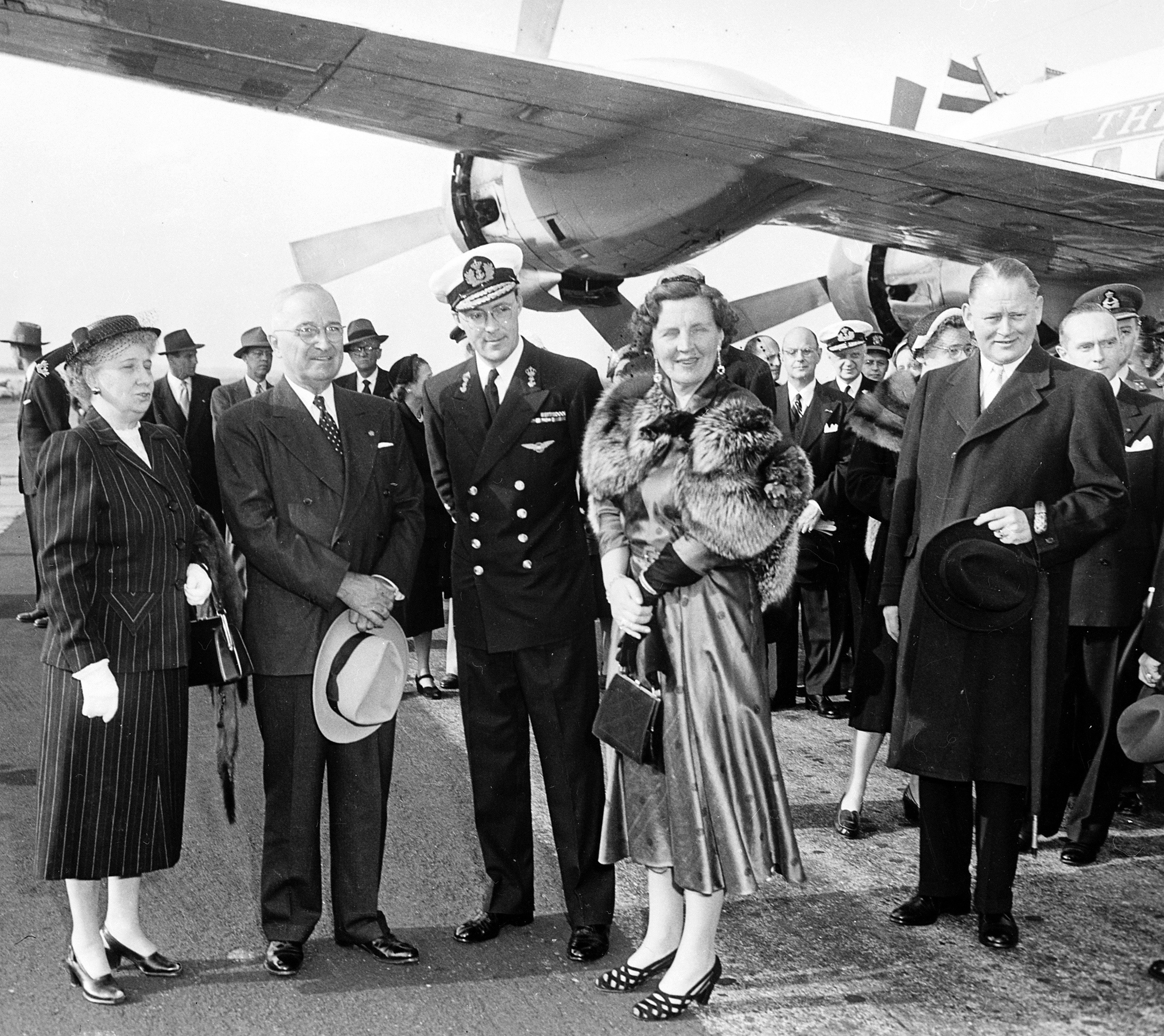
Ontvangst van prins Bernhard en koningin Juliana in Washington D.C. door president Harry S. Truman en zijn vrouw op 2 april 1952.

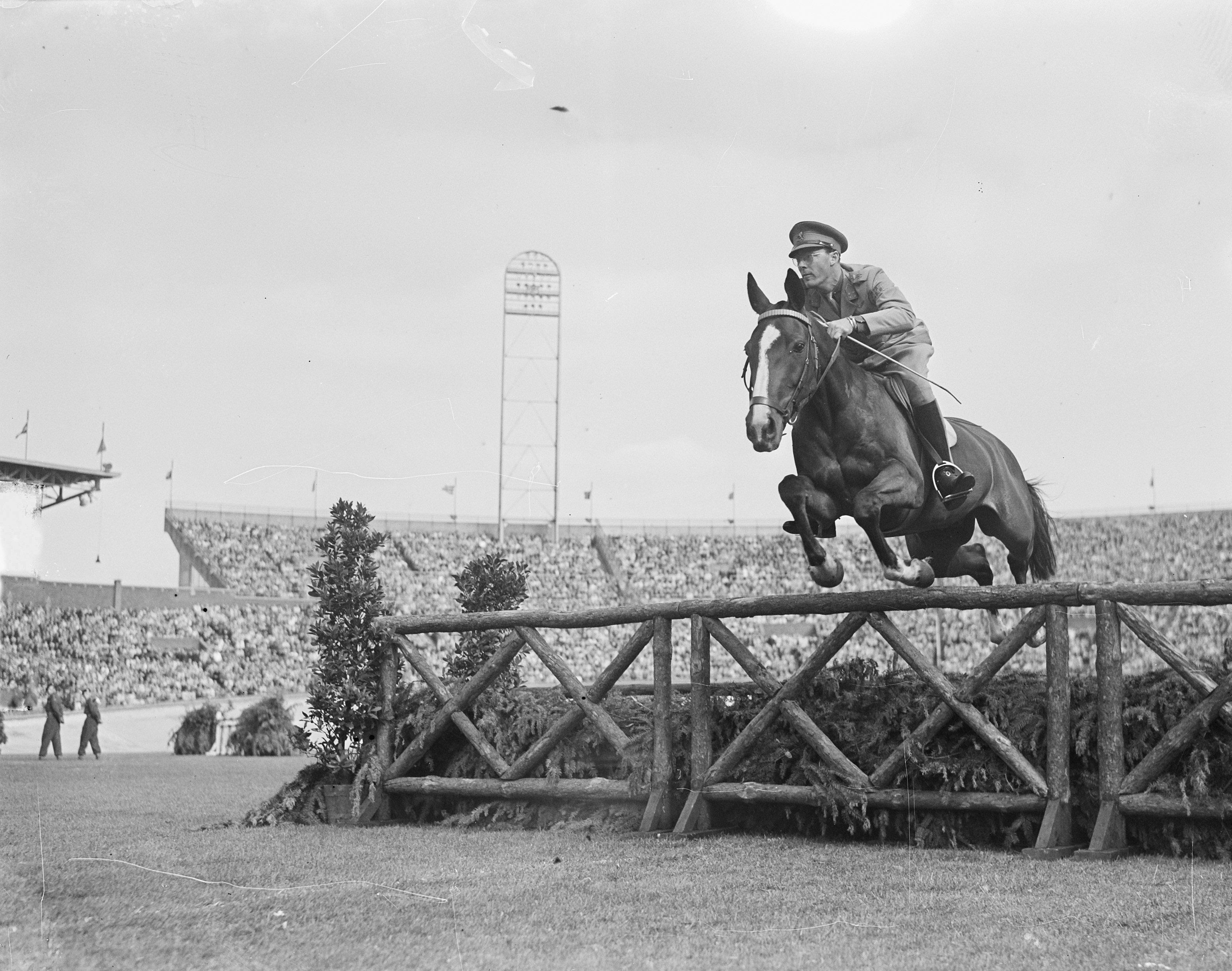
Prins Bernhard als deelnemer aan de Olympische Dag op 26 juni 1949.

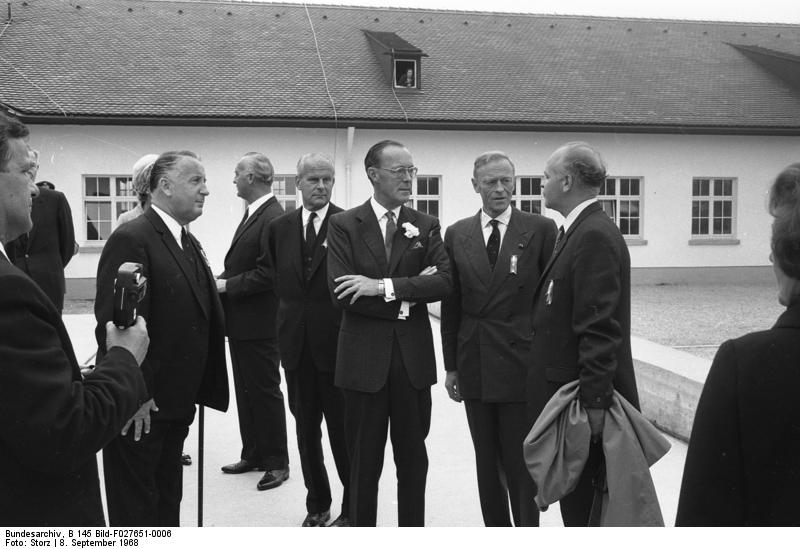
Op bezoek in het voormalige concentratiekamp Dachau op 8 september 1968. Rechts van Bernhard zijn vriend Hans Teengs Gerritsen.

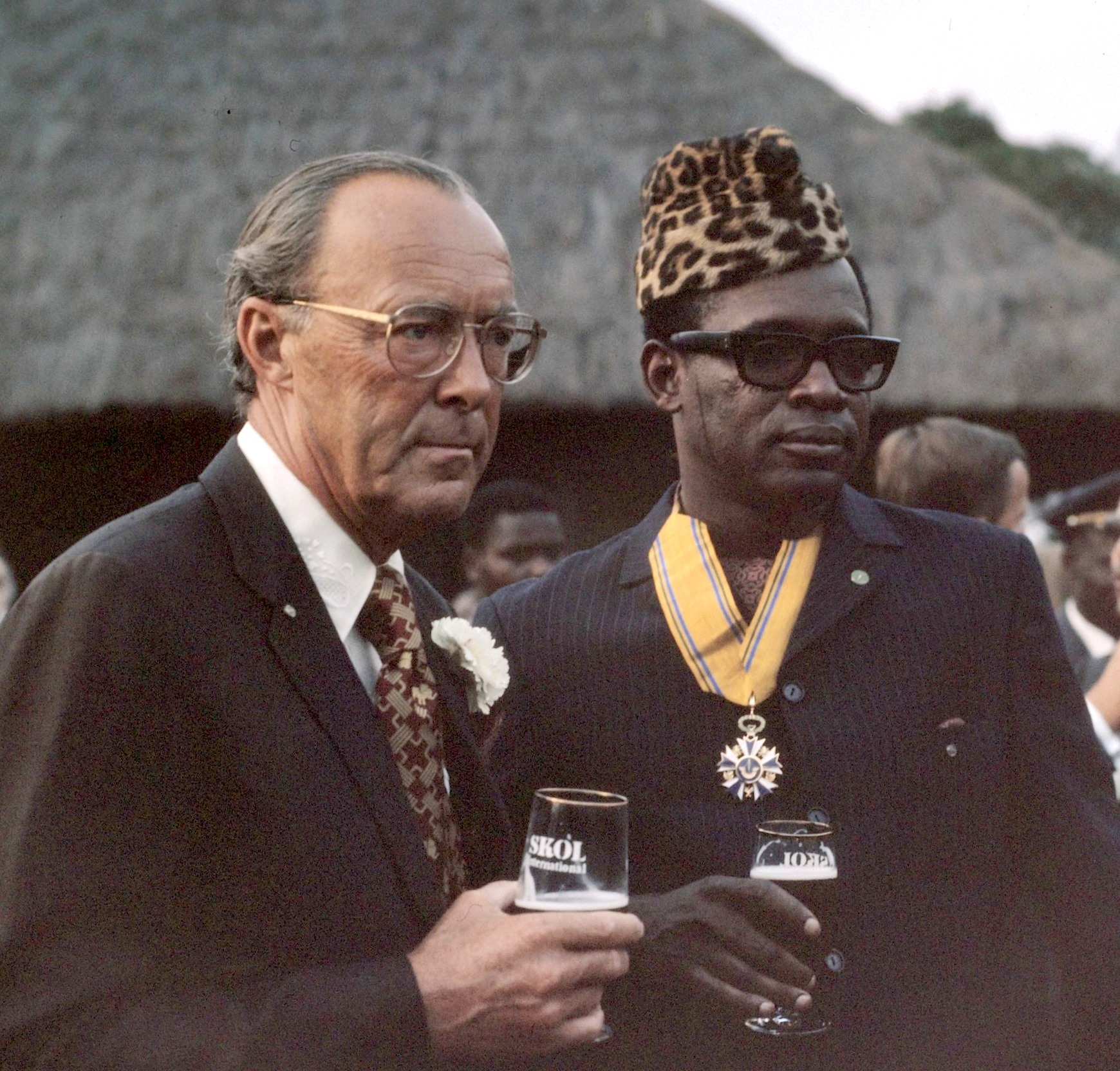
Op bezoek bij de Zaïrese president Mobutu Sese Seko in Kinshasa op 12 augustus 1973.

In september 1945 werd hij eervol ontslagen als bevelhebber van de Binnenlandse Strijdkrachten. De prins werd vervolgens in 1946 benoemd tot inspecteur-generaal van de Koninklijke Landmacht. Een jaar later werd hij ook inspecteur-generaal van de Koninklijke Marine en vanaf 1953 eveneens van de Koninklijke Luchtmacht. In 1970 werden deze functies samengevoegd tot die van inspecteur-generaal der Krijgsmacht.
Van 1954 tot 1976 was Bernhard voorzitter van de Bilderbergconferentie. De stichters hebben hem gevraagd als boegbeeld te fungeren. Deze internationale politieke groepering, waarvan de samenstelling enigszins varieert, komt jaarlijks bijeen om onder strikte geheimhouding te praten over politiek en Europese eenheid.
Bernhard, een groot liefhebber van de paardensport, trad onder andere op als ‘chef d’équipe’ van de Nederlandse ruiterploeg tijdens de Olympische Spelen in Helsinki. Vier jaar later, toen hij voorzitter was van de FEI, zorgde hij er voor dat Alexis Pantchoulidzew, een vertrouweling van zijn moeder, namens Nederland kon deelnemen aan de Zomerspelen in Melbourne.
In 1961-1962 overlegde Bernhard met de Verenigde Staten over de Nieuw-Guinea-kwestie. Begin 1962 rezen er verdere spanningen tussen Nederland en Indonesië toen er op Nieuw-Guinea schermutselingen plaatsvonden tussen Nederlandse militairen en Indonesische infiltranten, waarbij escalatie tot een oorlog dreigde. In april 1961 gestart geheim overleg met de Verenigde Staten leidde echter ertoe dat op 20 maart 1962 in huize Huntlands te Middleburg, Virginia, de delegaties van Nederland en Indonesië onder leiding van een Amerikaanse diplomaat aan de onderhandelingstafel schoven. Op 15 augustus 1962 werd het bereikt akkoord over Nieuw-Guinea in de zaal voor de Veiligheidsraad van de Verenigde Naties in New York getekend. Volgens de Nederlandse journalist Willem Oltmans was dit resultaat voor een belangrijk deel te danken aan Bernhard.
De initiatiefnemers van het Wereld Natuur Fonds vroegen hem in 1962 als hun eerste president. Hij bleef in die functie tot eind 1976.
Prins Bernhard is oprichter en was regent van de Stichting Praemium Erasmianum en deelde jaarlijks de Erasmusprijs uit. De doelstelling van het Prins Bernhard Fonds werd na de oorlog gewijzigd in 'de bevordering van de geestelijke weerbaarheid door middel van culturele zelfwerkzaamheid' en kreeg de naam van Prins Bernhard Cultuurfonds. Tot aan het eind van zijn leven reikte hij elk jaar de Zilveren Anjer uit aan personen van onbesproken vaderlands gedrag die in enigerlei vorm van onverplichte arbeid verdiensten hebben verworven voor de Nederlandse cultuur of voor die van de Nederlandse Antillen.
Bernhard was van 1956 tot 1977 voorzitter van de Europese Culturele Stichting, die in 1954 is opgericht door de Zwitserse filosoof Dennis de Rougemont.
In 1970 richtte hij de 1001 Club op, die zich bezighoudt met het op basis van lidmaatschap innen van financiële bijdragen voor het Wereld Natuur Fonds. Elk lid dient een bedrag van 10.000 US-dollar in te leggen. Het geld is bedoeld voor de administratieve kosten.
In 1975 werd Bernhard beschermheer van AMREF, Flying Doctors Nederland, een organisatie die zich inzet voor betere gezondheid in Afrika.
Tot eind 1976 was hij goodwill-ambassadeur van het Nederlandse bedrijfsleven in het buitenland. In die hoedanigheid maakte hij veel buitenlandse reizen.
Andere functies die hij bekleedde:
- Commissaris Fokker (1954-1976)
- Koninklijk Commissaris Scouting Nederland (1937-1989)
- Commissaris Koninklijke Hoogovens (1937-1976), met een onderbreking in de Tweede Wereldoorlog
- Commissaris Koninklijke Jaarbeurs
- Buitengewoon commissaris Koninklijke Luchtvaart Maatschappij (KLM) (1949-1976)
- Bestuurslid Nederlandse Organisatie voor toegepast-natuurwetenschappelijk onderzoek (TNO)
- Voorzitter Stichting Nationaal Rampenfonds
- Voorzitter Fédération Équestre Internationale (1954-1964)
- Landscommandeur van de Johanniter Orde in Nederland
- Lid Algemene Verdedigingsraad
- Lid Defensieraad
- Erepresident D.L.V. Nji Sri (1964, studentenvereniging in Wageningen)
- Erevoorzitter Koninklijke Nederlandse Toeristenbond ANWB
- Erevoorzitter Koninklijk Instituut voor de Tropen
- Beschermheer De Industrieele Club (1973, sinds 1976 De Industrieele Groote Club)
- Beschermheer Nederlands Olympisch Comité
- Beschermheer Vereniging Natuurmonumenten
- Beschermheer Joods Nationaal Fonds
- Beschermheer Koninklijke Scherpschutters Vereniging Rotterdam 1948-2004[48]

### Greet Hofmans-affaire
Prinses Marijke werd geboren met een blind oog en een met een ernstige oogafwijking. Er bestond vrees dat ze ook in haar tweede oog blind zou worden en Bernhard introduceerde daarop aan het hof de gebedsgenezeres Greet Hofmans om de oogziekte in haar tweede oog te genezen. Hofmans kreeg grote invloed op Juliana. Juliana ging in haar toespraken pacifistische standpunten uiten, die mogelijk mede voortkwamen uit haar contacten met Hofmans en die Bernhard verontrustten. Naar eigen zeggen werd hij pas echt kwaad toen Hofmans hem ervan betichtte geld van Juliana te hebben gestolen.
Ook in kringen van het kabinet was de bezorgdheid groot. Hofmans verzekerde zich, op voorspraak van de koningin, ook van een afspraak bij minister-president Drees, die na Hofmans' doorgevingen in raadselen achterbleef. Mogelijk op voorspraak van Hofmans kwam het tot een geschil tussen koningin en prins over de vraag of, en zo ja waar, Bernhards moeder, prinses Armgard zich in Nederland zou kunnen vestigen. Daartoe aangespoord door ingevingen van Hofmans, zinspeelde de vorstin zelfs op een echtscheiding van de man wiens buitenechtelijke escapades en voortdurende buitenlandse reizen (onder meer gemaakt in het kader van de door Bernhard opgerichte Bilderberggroep) haar ook steeds meer een doorn in het oog waren. De prins zelf had het gevoel zijn vrouw steeds meer te verliezen aan de invloed van Hofmans.
Hij lekte begin 1956 naar een bevriende journalist van het Duitse weekblad Der Spiegel informatie over de innige band van Hofmans met zijn echtgenote. Het artikel met de titel ‘Zwischen Königin und Rasputin, Geheimnisse im Haus Oranje’ veroorzaakte in Nederlandse regeringskringen veel onrust. Het kabinet voelde zich gedwongen in te grijpen en verbood de verspreiding van het weekblad in Nederland.
Juliana en Bernhard stelden op dwingende wens van premier Drees een commissie van wijze mannen in, de commissie-Beel, die in eerste instantie onderzoek moest doen wie naar het Duitse weekblad gelekt had. In het eindrapport adviseerde de commissie dat Juliana het contact met Greet Hofmans moest verbreken. Bernhard moest onder meer afzien van verdere contacten met de bevriende journalist en Juliana in het vervolg tijdig inlichten over zijn voorgenomen reizen, redevoeringen en alle andere officiële activiteiten. Hij mocht verder geen personen meer ontvangen als Juliana ernstige bezwaren tegen hen zou hebben, noch werd het hem nog langer toegestaan zonder toestemming van zijn echtgenote onofficiële gasten uit te nodigen in Paleis Soestdijk om te dineren of te logeren.

### Prinses Armgard naar Nederland

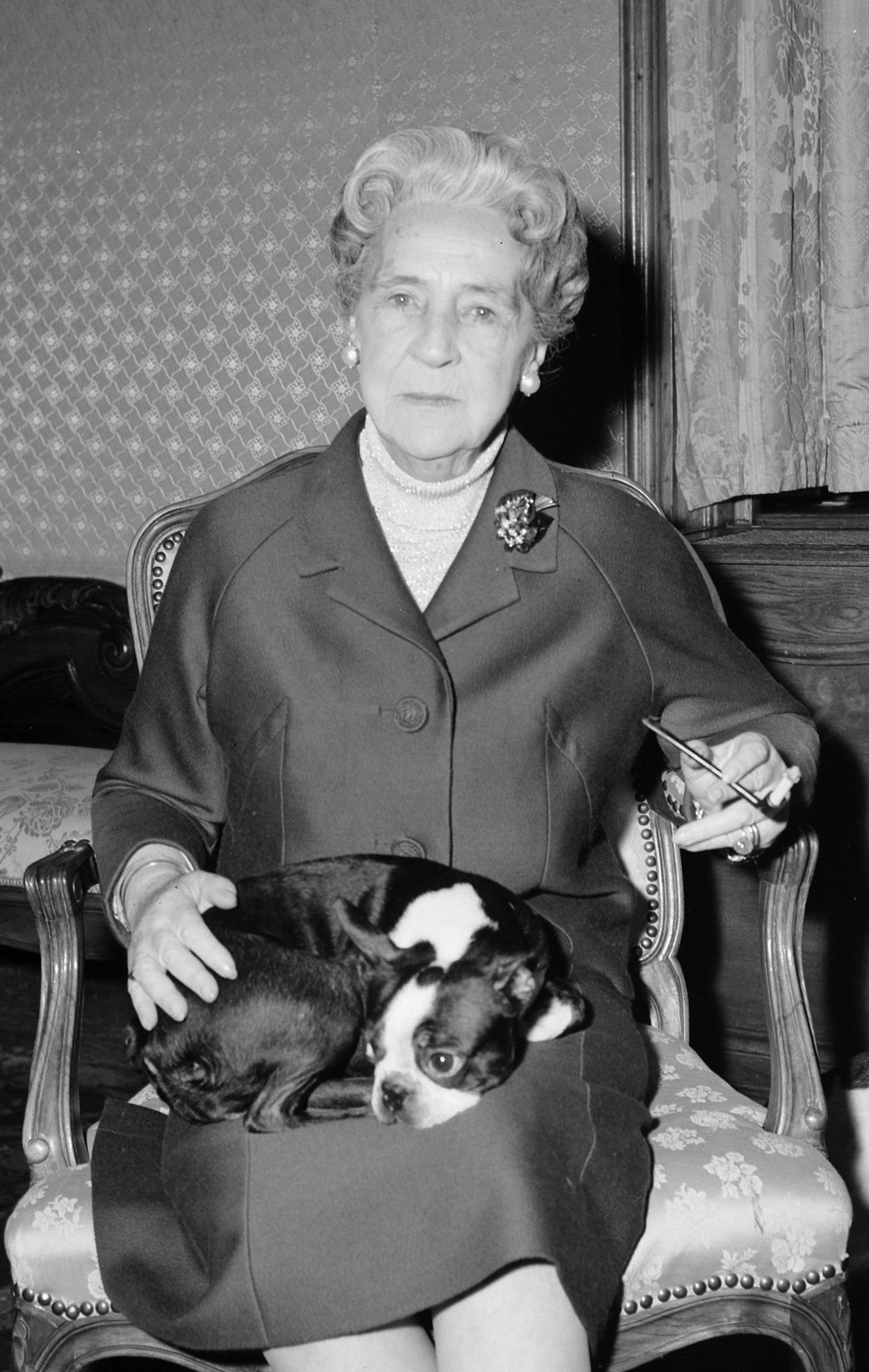
Bernhards moeder prinses Armgard in 1964

Eind 1951 berichtten de Nederlandse media dat Bernhards moeder, prinses Armgard, zich in Nederland zou gaan vestigen. Armgard woonde tot dan toe in Bad Driburg, maar toen haar jongste zoon, prins Aschwin, zich in New York vestigde, waar hij conservator werd van de oosterse afdeling van het Metropolitan Museum, wilde zij graag dichter bij haar oudste zoon wonen. Dit voornemen stuitte op hevig protest van Juliana, en overigens ook van haar moeder, prinses Wilhelmina, die meende dat Nederland zo kort na de Tweede Wereldoorlog niet op de komst van een Duitse prinses zat te wachten. Juliana van haar kant wilde liever niet dat het contact tussen haar kinderen en haar schoonmoeder inniger zou worden. Indien Armgard zich nabij Soestdijk zou vestigen (er was even sprake van Hilversum) dan vreesde de koningin dat Armgard vrijwel dagelijks het paleis zou bezoeken. Van een dergelijk regelmatig contact bleek Juliana niet gediend, te meer daar haar schoonmoeder dat jaar was overgegaan naar de Rooms-Katholieke Kerk, die traditioneel niet in de gunst stond van het Oranjehuis en zeker niet van prinses Wilhelmina.
Juliana stoorde zich aan de band van Bernhard met zijn moeder. Tegenover de commissie-Beel klaagde zij: “Er mag natuurlijk een band zijn, maar niet een binding".
Armgard en Bernhard vermoedden dat ook hier de invloed van juffrouw Hofmans een grote rol speelde. Zij beiden verweerden zich krachtig tegen Juliana's standpunt en de verhoudingen binnen het koninklijk huwelijk verhardden. Dit laatste niet het minst omdat ook de oudste kinderen partij kozen voor hun vader. Uiteindelijk vroeg het echtpaar minister-president Drees te bemiddelen. Na diens bemiddeling werd besloten dat Armgard zich wel in Nederland mocht vestigen, mits op geruime afstand van Soestdijk. Armgard betrok vervolgens het door Bernhard aangeschafte Kasteel Warmelo in de gemeente Diepenheim.
Het kwam tot een nieuw conflict met Juliana toen Bernhard met de kinderen en Armgard, maar zonder Juliana, in juli 1955 naar Engeland reisde. Juliana schreef aan Bernhard dat zij wilde scheiden. Bernhard ging vervolgens met zijn inwonende secretaresse Kokkie Gilles, waarover zijn kleindochter later onthulde dat ze een verhouding hadden, en zijn moeder en broer op vakantie naar het Spaanse Mallorca. In de jaren vijftig van de twintigste eeuw was het evenwel ondenkbaar dat het koninklijk paar daadwerkelijk zou scheiden, althans, daar rekende prins Bernhard op. Het conflict verscherpte toen Bernhard met zijn moeder op 17 september 1955 op audiëntie ging bij de paus, zonder dat Juliana daarvan op de hoogte zou zijn geweest.

### Wiedergutmachungsverdrag
In 1963 ontving Bernhard een miljoen D-Mark via het Wiedergutmachungsverdrag dat West-Duitsland en Nederland na de Tweede Wereldoorlog gesloten hebben. De claim van Bernhard was gebaseerd op de apanage die vorst Leopold als oudste zoon en erfgenaam van het familievermogen verschuldigd zou zijn aan de vader van Bernhard. Het geld werd hem ten onrechte toegekend en de zaak werd geheim gehouden.

### Lockheed-affaire

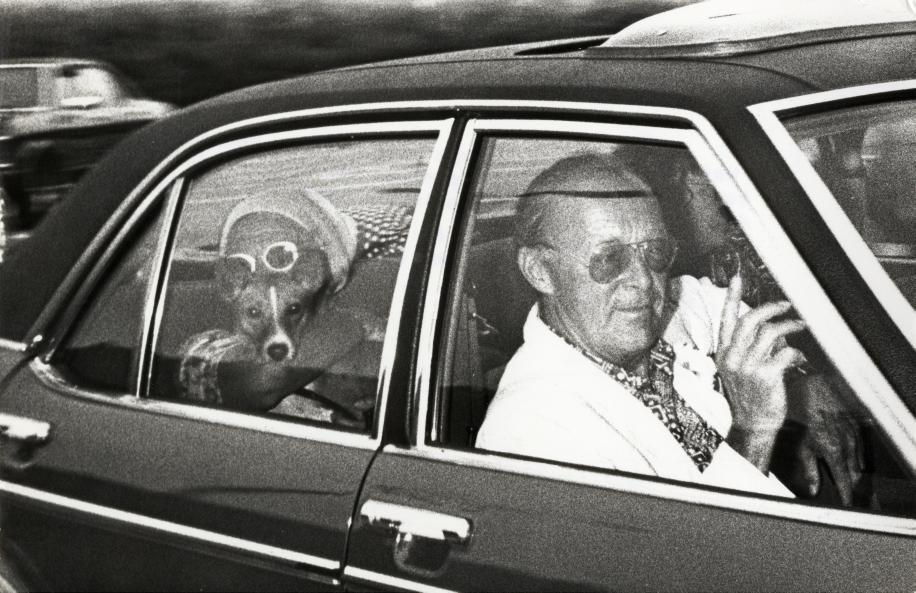
Koningin Juliana en prins Bernhard keren op 26 augustus 1976 op Paleis Soestdijk terug uit Italië omdat minister-president Joop den Uyl in het Nederlandse parlement de resultaten van de Commissie van Drie bekend ging maken. Achterin koningin Juliana met het hondje Zara.

In 1976 werd in een onderzoek van de Amerikaanse senaat naar mogelijke omkopingspraktijken bij vliegtuigbouwer Lockheed bekend dat een "zeer hoge functionaris binnen de Nederlandse regering" gelden ontvangen zou hebben, die gekenmerkt moesten worden als smeergeld. Even daarna maakte minister-president Joop den Uyl bekend dat met deze "zeer hoge functionaris" prins Bernhard bedoeld zou kunnen zijn.

Een driehoofdige door het Nederlandse kabinet ingestelde onderzoekscommissie, de Commissie van Drie, bevestigde dat Lockheed, bedoeld voor Bernhard, in 1960-1962 en 1968 een bedrag van totaal 1,1 miljoen US-dollar aan smeergelden overmaakte. De commissie kon echter niet onomstotelijk vaststellen dat Bernhard het geld daadwerkelijk ontvangen heeft. In 1974 vroeg Bernhard op eigen initiatief om steekpenningen, maar er werd uiteindelijk niets overgemaakt. Den Uyl vatte de conclusie van de commissie als volgt samen: 
 ... dat Z.K.H., in de overtuiging dat zijn positie onaantastbaar en zijn oordeel niet te beïnvloeden zou zijn, zich aanvankelijk veel te lichtvaardig heeft begeven in transacties, die de indruk moesten wekken dat hij gevoelig zou zijn voor gunsten. Vervolgens heeft hij zich toegankelijk getoond voor onoorbare verlangens en aanbiedingen. Ten slotte heeft hij zich laten verleiden tot het nemen van initiatieven die volstrekt onaanvaardbaar waren en die hem zelf en het Nederlandse aanschaffingsbeleid bij Lockheed - en, zo moet er thans aan worden toegevoegd, ook bij anderen - in een bedenkelijk daglicht moesten stellen.
Deze bevindingen dreigden te leiden tot een constitutionele crisis. Hoewel vanaf de presentatie van het eindrapport geruchten de kop opstaken dat koningin Juliana gedreigd zou hebben met aftreden indien de prins strafrechtelijk vervolgd zou worden en hun dochter en kroonprinses Beatrix aangegeven zou hebben in dat geval haar moeder niet te willen opvolgen, is hiervoor in 2016 - na een studie van zes jaar naar het leven van Juliana - door sociologe en schrijfster Jolande Withuis geen bewijs gevonden. Staatssecretaris van Volkshuisvesting Marcel van Dam (PvdA) dreigde met aftreden als de prins niet, gelijk aan iedere staatsburger, zou worden vervolgd. De regering meende evenwel dat een constitutionele crisis niet opportuun zou zijn. Den Uyl slaagde erin een compromis te bewerkstelligen. Besloten werd de kwestie niet voor de rechtbank aanhangig te maken, maar om het rechtsgevoel te bevredigen werd Bernhard gevraagd zijn functies in de Nederlandse krijgsmacht, onder meer die van inspecteur-generaal, neer te leggen, alsmede af te zien van alle functies die hij in het bedrijfsleven bekleedde. Zo legde hij het voorzitterschap van de Bilderbergconferentie neer. Daarnaast werd hem geadviseerd in het vervolg het dragen van militaire uniformen achterwege te laten. Den Uyl kon hem dat laatste niet verbieden, omdat elke oud-militair gerechtigd is zijn uniform te dragen. Uiteindelijk werd hij als inspecteur-generaal niet ontslagen, maar kreeg hij op verzoek van Juliana de gelegenheid die functie zelf neer te leggen.
Uiteindelijk droeg Bernhard toch nog enkele keren een militair uniform, maar altijd na overleg met de minister-president, zoals bij de begrafenis van lord Louis Mountbatten. In 1991 kreeg hij voor zijn tachtigste verjaardag van toenmalig minister-president Ruud Lubbers toestemming om bij voorkomende gelegenheden altijd militaire uniformen te dragen, maar hij maakte daar zelden gebruik van. Wel koos hij ervoor om in uniform te worden begraven.
In een na zijn dood gepubliceerd interview met de journalist Martin van Amerongen in weekblad De Groene Amsterdammer gaf hij toe dat het een grote fout van hem is geweest om het geld aan te nemen.
Tijdens het onderzoek naar de Lockheed-affaire werden documenten ontdekt waaruit bleek dat Bernhard ook door de Amerikaanse vliegtuigfabrikant Northrop werd omgekocht. Den Uyl heeft de openbaarmaking daarvan tegengehouden, omdat anders strafvervolging wellicht onafwendbaar zou zijn geworden en koningin Juliana dan mogelijk zou zijn afgetreden. De kwestie kwam pas in 2008 aan het licht. Tijdens de Lockheed-affaire kwamen ook concretere details aan het licht dat Bernhard een maîtresse, Poupette, en een onwettige dochter, Alexia, zou hebben.

### Een open brief

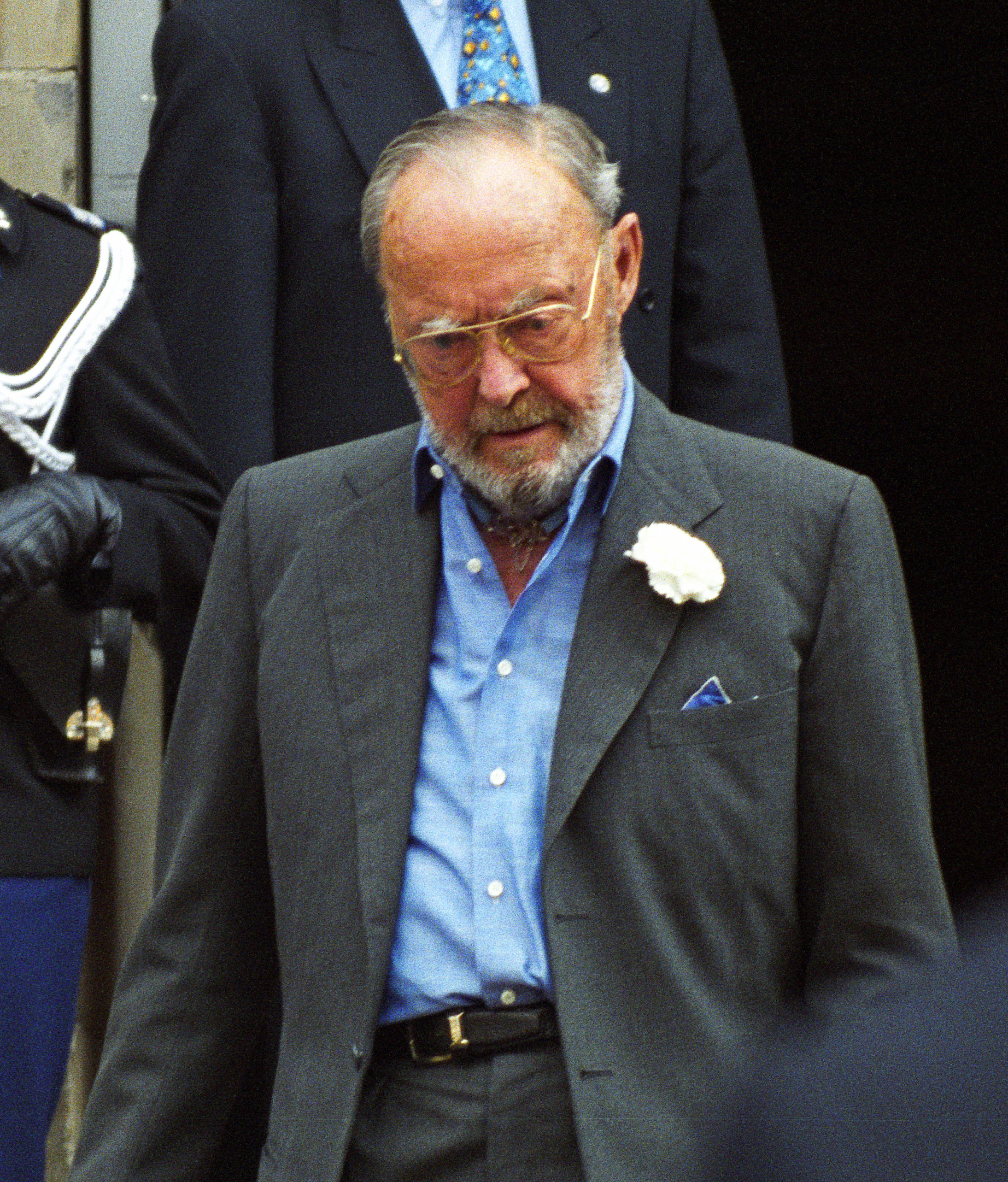
Prins Bernhard in 1999

In 2004 schreef prins Bernhard een open brief aan dagblad de Volkskrant. De prins liet weten dat Jan Kikkert, Tomas Ross, Hans Galesloot en Philip Dröge met publicaties over hem te ver zijn gegaan. Om dat te bewijzen had hij de oud-directeur van de Rijksvoorlichtingsdienst (RVD), Hans van der Voet, gevraagd onderzoek te doen naar vijf onderwerpen:
- Geruchten over het vermeend losbandige leven van zijn moeder
- De vermeende nazi-sympathieën van zijn moeder
- De twee zonen die hij in Londen zou hebben verwekt
- Een brief die de prins zou hebben geschreven aan Adolf Hitler over zijn landvoogdijschap over Nederland, de zogeheten stadhoudersbrief
- De beschuldiging dat hij de Slag om Arnhem zou hebben verraden.

Van der Voet vond geen bewijzen voor de beweringen.

### Ziekte
In zijn leven werd de prins meer dan vijftig keer geopereerd. Vaak gebeurde dat in het Academisch Ziekenhuis Utrecht. In 1994 was zijn medische toestand kritiek na een darmoperatie, waarbij hij door complicaties en een klaplong in levensgevaar kwam. Na een lang ziekbed herstelde hij en bleek in staat het jaarlijkse Veteranendefilé af te nemen. In 1999 werd Bernhard opnieuw geopereerd, ditmaal aan zijn luchtpijp en in 2000 werd een kwaadaardige tumor verwijderd uit zijn borstkas.

### Overlijden

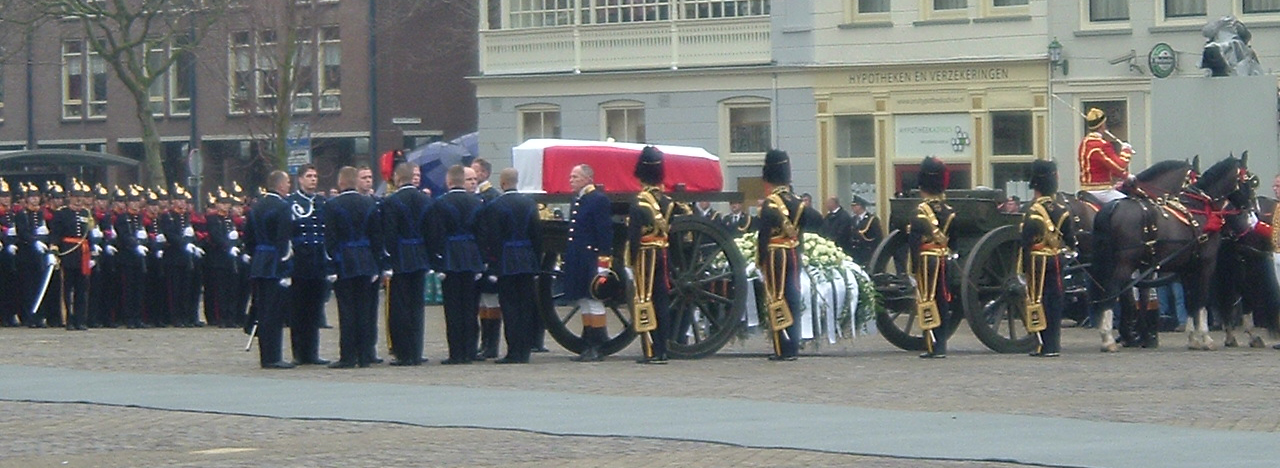
Het stoffelijk overschot van prins Bernhard op weg naar de Nieuwe Kerk in Delft

De RVD maakte op 17 november 2004 bekend dat de prins, die ruim een half jaar eerder weduwnaar was geworden, aan longkanker leed. Op 29 november volgde een nieuwe mededeling. Naast de eerder vastgestelde tumor in de luchtwegen was nu ook een kwaadaardige tumor in de darmen vastgesteld.
Op 1 december 2004 werd hij om 16.30 uur overgebracht naar het Universitair Medisch Centrum Utrecht (UMC). Daar werd, op zijn verzoek, de behandeling gestaakt. Prins Bernhard overleed dezelfde avond om 18.50 uur. Hij werd 93 jaar oud.
Van 7 tot en met 9 december was er in de Chapelle Ardente van Paleis Noordeinde voor iedereen gelegenheid om afscheid te nemen. De staatsbegrafenis vond plaats op zaterdag 11 december 2004 in de Nieuwe Kerk in Delft. De uitvaart droeg een militair karakter; de lijkkist met zijn lichaam werd op Bernhards verzoek op een affuit naar Delft gebracht. Met een missingmanformatie bewees de Koninklijke Luchtmacht de laatste eer. Na de plechtigheid werd de prins, gedragen door militairen van het Regiment Huzaren van Boreel, bijgezet in de Grafkelder van Oranje-Nassau. Hij werd begraven in zijn uniform van generaal-vlieger. Op zijn verzoek werd hij niet gebalsemd.

## Postuum gepubliceerde interviews
Weekblad De Groene Amsterdammer publiceerde op 10 december 2004 een reeks interviews met de prins, die de in 2002 overleden journalist Martin van Amerongen tussen 1995 en 2000 met hem hield.
Dagblad de Volkskrant bracht in december 2004 een reeks interviews met de prins, gebaseerd op negen gesprekken die hij vanaf 2001 heeft gevoerd met zijn vriend hoofdredacteur Pieter Broertjes en journalist Jan Tromp, buiten medeweten van de regering, de RVD en zijn familieleden. In het interview onthulde Bernhard voor de buitenwereld het bestaan van zijn buitenechtelijke dochter Alicia en bevestigde hij de al lange tijd gaande geruchten over dochter Alexia. Hij verstrekte nadere bijzonderheden over de zaak-Greet Hofmans. Toen een dag later archiefstukken over de zaak-Greet Hofmans openbaar werden gemaakt, bleek dat de opvattingen van de prins niet geheel met de feiten overeenkwamen.

## Onderscheidingen
De prins was verzot op uniformen en onderscheidingen. Veel van zijn orden gaf hij in bruikleen aan het Museum van de Kanselarij van de Nederlandse Ridderorden op Paleis Het Loo. Als de prins zijn onderscheidingen droeg, gaf hij de voorkeur aan de in verband met de Tweede Wereldoorlog verkregen orden, kruisen en medailles. Vanaf het einde van die oorlog droeg Bernhard de onderscheidingen op de Engelse wijze en niet zoals in Nederland gebruikelijk is in de Nederlandse oftewel Pruisische opmaak.
Voor een opsomming van zijn orden en onderscheidingen, zie de Lijst van onderscheidingen van Bernhard van Lippe-Biesterfeld.

## Titels en predicaten

Wapen van prins Bernhard als Prins der Nederlanden

- Bernhard Graf von Biesterfeld (1911-1916)
- Zijne Doorluchtige Hoogheid (Duits: "Durchlaucht") Bernhard Prinz zur Lippe-Biesterfeld (1916-1937)[60]
- Zijne Koninklijke Hoogheid prins Bernhard der Nederlanden, Prins van Lippe-Biesterfeld (1937-1948, 1980-2004)
- Zijne Koninklijke Hoogheid De Prins der Nederlanden (1948-1980)

## Kwartierstaat
| Julius van Lippe-Biesterfeld (1812-1884) | Julius van Lippe-Biesterfeld (1812-1884) | Julius van Lippe-Biesterfeld (1812-1884) | Julius van Lippe-Biesterfeld (1812-1884) | Julius van Lippe-Biesterfeld (1812-1884) | Julius van Lippe-Biesterfeld (1812-1884) | Adelheid Clotilde zu Castell-Castell (1818-1900) | Adelheid Clotilde zu Castell-Castell (1818-1900) | Adelheid Clotilde zu Castell-Castell (1818-1900) | Adelheid Clotilde zu Castell-Castell (1818-1900) | Adelheid Clotilde zu Castell-Castell (1818-1900) | Adelheid Clotilde zu Castell-Castell (1818-1900) |                                            |                                            | Leopold Otto Friedrich von Wartensleben (1818-1846) | Leopold Otto Friedrich von Wartensleben (1818-1846) | Leopold Otto Friedrich von Wartensleben (1818-1846) | Leopold Otto Friedrich von Wartensleben (1818-1846) | Leopold Otto Friedrich von Wartensleben (1818-1846) | Leopold Otto Friedrich von Wartensleben (1818-1846) | Mathilde Halbach (1822-1844)               | Mathilde Halbach (1822-1844)               | Mathilde Halbach (1822-1844)               | Mathilde Halbach (1822-1844)               | Mathilde Halbach (1822-1844) | Mathilde Halbach (1822-1844) |  |  | Wolf Friedrich von Cramm (1846-1909) | Wolf Friedrich von Cramm (1846-1909) | Wolf Friedrich von Cramm (1846-1909)      | Wolf Friedrich von Cramm (1846-1909)      | Wolf Friedrich von Cramm (1846-1909)      | Wolf Friedrich von Cramm (1846-1909)      | Hedwig von Cramm (1819-1891)              | Hedwig von Cramm (1819-1891)              | Hedwig von Cramm (1819-1891)              | Hedwig von Cramm (1819-1891)              | Hedwig von Cramm (1819-1891)  | Hedwig von Cramm (1819-1891)  |                               |                               | Ernst Eberhard von Sierstorpff-Driburg (1813-1855) | Ernst Eberhard von Sierstorpff-Driburg (1813-1855) | Ernst Eberhard von Sierstorpff-Driburg (1813-1855) | Ernst Eberhard von Sierstorpff-Driburg (1813-1855) | Ernst Eberhard von Sierstorpff-Driburg (1813-1855) | Ernst Eberhard von Sierstorpff-Driburg (1813-1855) | Karoline von Vincke (1822-1870)    | Karoline von Vincke (1822-1870)    | Karoline von Vincke (1822-1870) | Karoline von Vincke (1822-1870) | Karoline von Vincke (1822-1870) | Karoline von Vincke (1822-1870) |  |  |  |  |  |  |  |  |  |  |  |  |  |  |  |  |  |  |  |  |  |  |  |  |  |  |  |  |  |  |  |  |  |  |  |  |  |  |  |  |  |  |  |  |  |  |  |  |
| Julius van Lippe-Biesterfeld (1812-1884) | Julius van Lippe-Biesterfeld (1812-1884) | Julius van Lippe-Biesterfeld (1812-1884) | Julius van Lippe-Biesterfeld (1812-1884) | Julius van Lippe-Biesterfeld (1812-1884) | Julius van Lippe-Biesterfeld (1812-1884) | Adelheid Clotilde zu Castell-Castell (1818-1900) | Adelheid Clotilde zu Castell-Castell (1818-1900) | Adelheid Clotilde zu Castell-Castell (1818-1900) | Adelheid Clotilde zu Castell-Castell (1818-1900) | Adelheid Clotilde zu Castell-Castell (1818-1900) | Adelheid Clotilde zu Castell-Castell (1818-1900) |                                            |                                            | Leopold Otto Friedrich von Wartensleben (1818-1846) | Leopold Otto Friedrich von Wartensleben (1818-1846) | Leopold Otto Friedrich von Wartensleben (1818-1846) | Leopold Otto Friedrich von Wartensleben (1818-1846) | Leopold Otto Friedrich von Wartensleben (1818-1846) | Leopold Otto Friedrich von Wartensleben (1818-1846) | Mathilde Halbach (1822-1844)               | Mathilde Halbach (1822-1844)               | Mathilde Halbach (1822-1844)               | Mathilde Halbach (1822-1844)               | Mathilde Halbach (1822-1844) | Mathilde Halbach (1822-1844) |  |  | Wolf Friedrich von Cramm (1846-1909) | Wolf Friedrich von Cramm (1846-1909) | Wolf Friedrich von Cramm (1846-1909)      | Wolf Friedrich von Cramm (1846-1909)      | Wolf Friedrich von Cramm (1846-1909)      | Wolf Friedrich von Cramm (1846-1909)      | Hedwig von Cramm (1819-1891)              | Hedwig von Cramm (1819-1891)              | Hedwig von Cramm (1819-1891)              | Hedwig von Cramm (1819-1891)              | Hedwig von Cramm (1819-1891)  | Hedwig von Cramm (1819-1891)  |                               |                               | Ernst Eberhard von Sierstorpff-Driburg (1813-1855) | Ernst Eberhard von Sierstorpff-Driburg (1813-1855) | Ernst Eberhard von Sierstorpff-Driburg (1813-1855) | Ernst Eberhard von Sierstorpff-Driburg (1813-1855) | Ernst Eberhard von Sierstorpff-Driburg (1813-1855) | Ernst Eberhard von Sierstorpff-Driburg (1813-1855) | Karoline von Vincke (1822-1870)    | Karoline von Vincke (1822-1870)    | Karoline von Vincke (1822-1870) | Karoline von Vincke (1822-1870) | Karoline von Vincke (1822-1870) | Karoline von Vincke (1822-1870) |  |  |  |  |  |  |  |  |  |  |  |  |  |  |  |  |  |  |  |  |  |  |  |  |  |  |  |  |  |  |  |  |  |  |  |  |  |  |  |  |  |  |  |  |  |  |  |  |
|                                          |                                          |                                          |                                          |                                          |                                          |                                                  |                                                  |                                                  |                                                  |                                                  |                                                  |                                            |                                            |                                                     |                                                     |                                                     |                                                     |                                                     |                                                     |                                            |                                            |                                            |                                            |                              |                              |  |  |                                      |                                      |                                           |                                           |                                           |                                           |                                           |                                           |                                           |                                           |                               |                               |                               |                               |                                                    |                                                    |                                                    |                                                    |                                                    |                                                    |                                    |                                    |                                 |                                 |                                 |                                 |  |  |  |  |  |  |  |  |  |  |  |  |  |  |  |  |  |  |  |  |  |  |  |  |  |  |  |  |  |  |  |  |  |  |  |  |  |  |  |  |  |  |  |  |  |  |  |  |
|                                          |                                          |                                          |                                          | Ernst van Lippe-Biesterfeld (1842-1904)  | Ernst van Lippe-Biesterfeld (1842-1904)  | Ernst van Lippe-Biesterfeld (1842-1904)          | Ernst van Lippe-Biesterfeld (1842-1904)          | Ernst van Lippe-Biesterfeld (1842-1904)          | Ernst van Lippe-Biesterfeld (1842-1904)          |                                                  |                                                  |                                            |                                            |                                                     |                                                     | Karoline von Wartensleben (1844-1905)               | Karoline von Wartensleben (1844-1905)               | Karoline von Wartensleben (1844-1905)               | Karoline von Wartensleben (1844-1905)               | Karoline von Wartensleben (1844-1905)      | Karoline von Wartensleben (1844-1905)      |                                            |                                            |                              |                              |  |  |                                      |                                      |                                           |                                           | Aschwin von Sierstorpff-Cramm (1846-1909) | Aschwin von Sierstorpff-Cramm (1846-1909) | Aschwin von Sierstorpff-Cramm (1846-1909) | Aschwin von Sierstorpff-Cramm (1846-1909) | Aschwin von Sierstorpff-Cramm (1846-1909) | Aschwin von Sierstorpff-Cramm (1846-1909) |                               |                               |                               |                               |                                                    |                                                    | Hedwig von Sierstorpff (1848-1900)                 | Hedwig von Sierstorpff (1848-1900)                 | Hedwig von Sierstorpff (1848-1900)                 | Hedwig von Sierstorpff (1848-1900)                 | Hedwig von Sierstorpff (1848-1900) | Hedwig von Sierstorpff (1848-1900) |                                 |                                 |                                 |                                 |  |  |  |  |  |  |  |  |  |  |  |  |  |  |  |  |  |  |  |  |  |  |  |  |  |  |  |  |  |  |  |  |  |  |  |  |  |  |  |  |  |  |  |  |  |  |  |  |
|                                          |                                          |                                          |                                          | Ernst van Lippe-Biesterfeld (1842-1904)  | Ernst van Lippe-Biesterfeld (1842-1904)  | Ernst van Lippe-Biesterfeld (1842-1904)          | Ernst van Lippe-Biesterfeld (1842-1904)          | Ernst van Lippe-Biesterfeld (1842-1904)          | Ernst van Lippe-Biesterfeld (1842-1904)          |                                                  |                                                  |                                            |                                            |                                                     |                                                     | Karoline von Wartensleben (1844-1905)               | Karoline von Wartensleben (1844-1905)               | Karoline von Wartensleben (1844-1905)               | Karoline von Wartensleben (1844-1905)               | Karoline von Wartensleben (1844-1905)      | Karoline von Wartensleben (1844-1905)      |                                            |                                            |                              |                              |  |  |                                      |                                      |                                           |                                           | Aschwin von Sierstorpff-Cramm (1846-1909) | Aschwin von Sierstorpff-Cramm (1846-1909) | Aschwin von Sierstorpff-Cramm (1846-1909) | Aschwin von Sierstorpff-Cramm (1846-1909) | Aschwin von Sierstorpff-Cramm (1846-1909) | Aschwin von Sierstorpff-Cramm (1846-1909) |                               |                               |                               |                               |                                                    |                                                    | Hedwig von Sierstorpff (1848-1900)                 | Hedwig von Sierstorpff (1848-1900)                 | Hedwig von Sierstorpff (1848-1900)                 | Hedwig von Sierstorpff (1848-1900)                 | Hedwig von Sierstorpff (1848-1900) | Hedwig von Sierstorpff (1848-1900) |                                 |                                 |                                 |                                 |  |  |  |  |  |  |  |  |  |  |  |  |  |  |  |  |  |  |  |  |  |  |  |  |  |  |  |  |  |  |  |  |  |  |  |  |  |  |  |  |  |  |  |  |  |  |  |  |
|                                          |                                          |                                          |                                          |                                          |                                          |                                                  |                                                  |                                                  |                                                  | Bernhard van Lippe-Biesterfeld (1872-1934)       | Bernhard van Lippe-Biesterfeld (1872-1934)       | Bernhard van Lippe-Biesterfeld (1872-1934) | Bernhard van Lippe-Biesterfeld (1872-1934) | Bernhard van Lippe-Biesterfeld (1872-1934)          | Bernhard van Lippe-Biesterfeld (1872-1934)          |                                                     |                                                     |                                                     |                                                     |                                            |                                            |                                            |                                            |                              |                              |  |  |                                      |                                      |                                           |                                           |                                           |                                           |                                           |                                           |                                           |                                           | Armgard von Cramm (1883-1971) | Armgard von Cramm (1883-1971) | Armgard von Cramm (1883-1971) | Armgard von Cramm (1883-1971) | Armgard von Cramm (1883-1971)                      | Armgard von Cramm (1883-1971)                      |                                                    |                                                    |                                                    |                                                    |                                    |                                    |                                 |                                 |                                 |                                 |  |  |  |  |  |  |  |  |  |  |  |  |  |  |  |  |  |  |  |  |  |  |  |  |  |  |  |  |  |  |  |  |  |  |  |  |  |  |  |  |  |  |  |  |  |  |  |  |
|                                          |                                          |                                          |                                          |                                          |                                          |                                                  |                                                  |                                                  |                                                  | Bernhard van Lippe-Biesterfeld (1872-1934)       | Bernhard van Lippe-Biesterfeld (1872-1934)       | Bernhard van Lippe-Biesterfeld (1872-1934) | Bernhard van Lippe-Biesterfeld (1872-1934) | Bernhard van Lippe-Biesterfeld (1872-1934)          | Bernhard van Lippe-Biesterfeld (1872-1934)          |                                                     |                                                     |                                                     |                                                     |                                            |                                            |                                            |                                            |                              |                              |  |  |                                      |                                      |                                           |                                           |                                           |                                           |                                           |                                           |                                           |                                           | Armgard von Cramm (1883-1971) | Armgard von Cramm (1883-1971) | Armgard von Cramm (1883-1971) | Armgard von Cramm (1883-1971) | Armgard von Cramm (1883-1971)                      | Armgard von Cramm (1883-1971)                      |                                                    |                                                    |                                                    |                                                    |                                    |                                    |                                 |                                 |                                 |                                 |  |  |  |  |  |  |  |  |  |  |  |  |  |  |  |  |  |  |  |  |  |  |  |  |  |  |  |  |  |  |  |  |  |  |  |  |  |  |  |  |  |  |  |  |  |  |  |  |
|                                          |                                          |                                          |                                          |                                          |                                          |                                                  |                                                  |                                                  |                                                  |                                                  |                                                  |                                            |                                            |                                                     |                                                     |                                                     |                                                     |                                                     |                                                     |                                            |                                            |                                            |                                            |                              |                              |  |  |                                      |                                      |                                           |                                           |                                           |                                           |                                           |                                           |                                           |                                           |                               |                               |                               |                               |                                                    |                                                    |                                                    |                                                    |                                                    |                                                    |                                    |                                    |                                 |                                 |                                 |                                 |  |  |  |  |  |  |  |  |  |  |  |  |  |  |  |  |  |  |  |  |  |  |  |  |  |  |  |  |  |  |  |  |  |  |  |  |  |  |  |  |  |  |  |  |  |  |  |  |
|                                          |                                          |                                          |                                          |                                          |                                          |                                                  |                                                  |                                                  |                                                  |                                                  |                                                  |                                            |                                            |                                                     |                                                     |                                                     |                                                     |                                                     |                                                     |                                            |                                            |                                            |                                            |                              |                              |  |  |                                      |                                      |                                           |                                           |                                           |                                           |                                           |                                           |                                           |                                           |                               |                               |                               |                               |                                                    |                                                    |                                                    |                                                    |                                                    |                                                    |                                    |                                    |                                 |                                 |                                 |                                 |  |  |  |  |  |  |  |  |  |  |  |  |  |  |  |  |  |  |  |  |  |  |  |  |  |  |  |  |  |  |  |  |  |  |  |  |  |  |  |  |  |  |  |  |  |  |  |  |
|                                          |                                          |                                          |                                          |                                          |                                          |                                                  |                                                  |                                                  |                                                  |                                                  |                                                  |                                            |                                            |                                                     |                                                     |                                                     |                                                     | Bernhard van Lippe-Biesterfeld (1911–2004)          | Bernhard van Lippe-Biesterfeld (1911–2004)          | Bernhard van Lippe-Biesterfeld (1911–2004) | Bernhard van Lippe-Biesterfeld (1911–2004) | Bernhard van Lippe-Biesterfeld (1911–2004) | Bernhard van Lippe-Biesterfeld (1911–2004) |                              |                              |  |  |                                      |                                      | Aschwin van Lippe-Biesterfeld (1914-1988) | Aschwin van Lippe-Biesterfeld (1914-1988) | Aschwin van Lippe-Biesterfeld (1914-1988) | Aschwin van Lippe-Biesterfeld (1914-1988) | Aschwin van Lippe-Biesterfeld (1914-1988) | Aschwin van Lippe-Biesterfeld (1914-1988) |                                           |                                           |                               |                               |                               |                               |                                                    |                                                    |                                                    |                                                    |                                                    |                                                    |                                    |                                    |                                 |                                 |                                 |                                 |  |  |  |  |  |  |  |  |  |  |  |  |  |  |  |  |  |  |  |  |  |  |  |  |  |  |  |  |  |  |  |  |  |  |  |  |  |  |  |  |  |  |  |  |  |  |  |  |